# غراهام فيلوز
غراهام فيلوز (بالإنجليزية: Graham Fellows)‏ هو مغن مؤلف وممثل بريطاني، ولد في 22 مايو 1959 في شفيلد في المملكة المتحدة.

## وصلات خارجية
- غراهام فيلوز على موقع IMDb (الإنجليزية)
- غراهام فيلوز على موقع ميوزك برينز (الإنجليزية)
- غراهام فيلوز على موقع ميوزك برينز (الإنجليزية)
- غراهام فيلوز على موقع أول موفي (الإنجليزية)
- غراهام فيلوز على موقع ديسكوغز (الإنجليزية)
- غراهام فيلوز على موقع قاعدة بيانات الفيلم (الإنجليزية)
- غراهام فيلوز على موقع كينوبويسك (الروسية)